# ناحیه رنگماتی هیل
ناحیه رنگماتی هیل (به لاتین: Rangamati Hill District) یک ناحیه در بنگلادش است که در استان چیتاگونگ واقع شده‌است.

## خصوصیات
ناحیه رنگماتی هیل ۶٬۱۱۶٫۱۱ کیلومترمربع مساحت و ۵۹۵٬۹۷۹ نفر جمعیت دارد و ۱۴ متر بالاتر از سطح دریا واقع شده‌است.

## نگارخانه

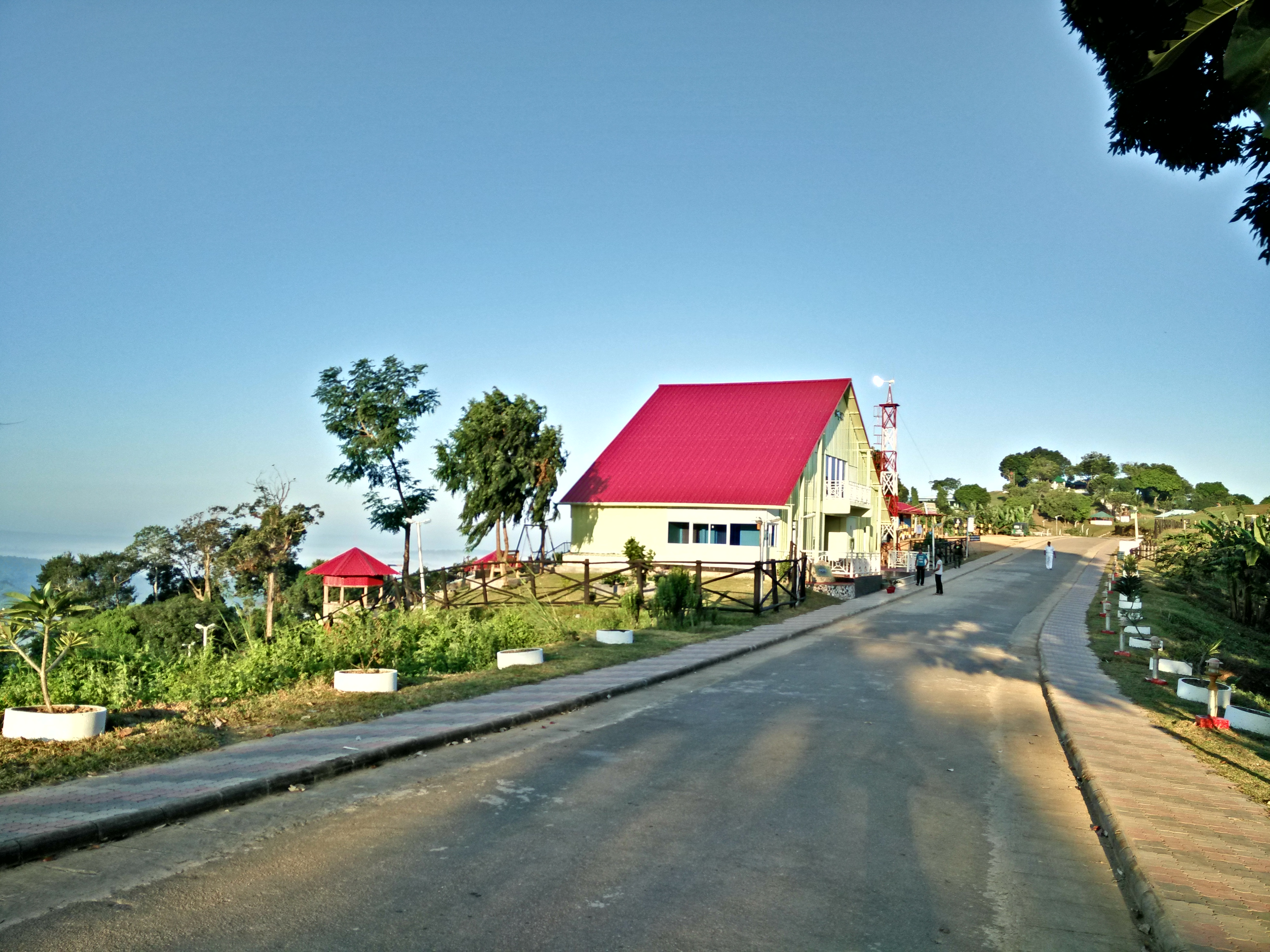
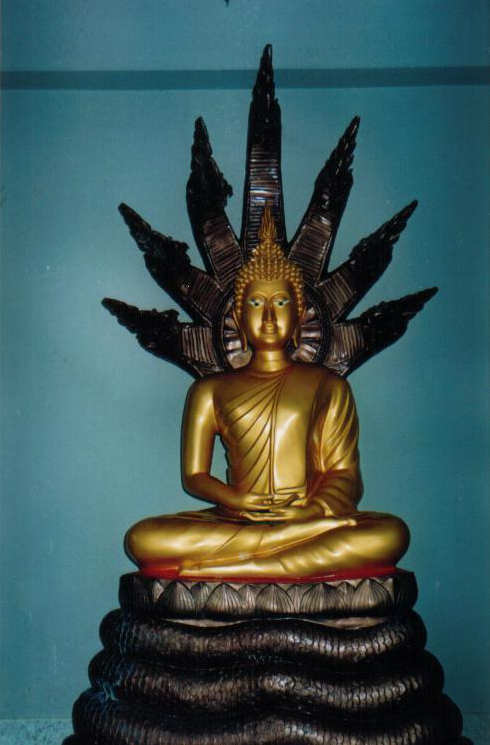
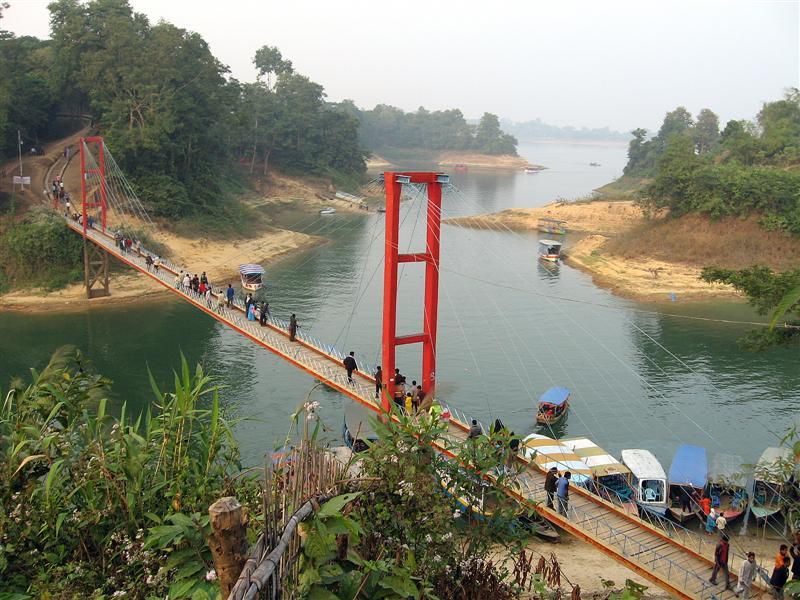
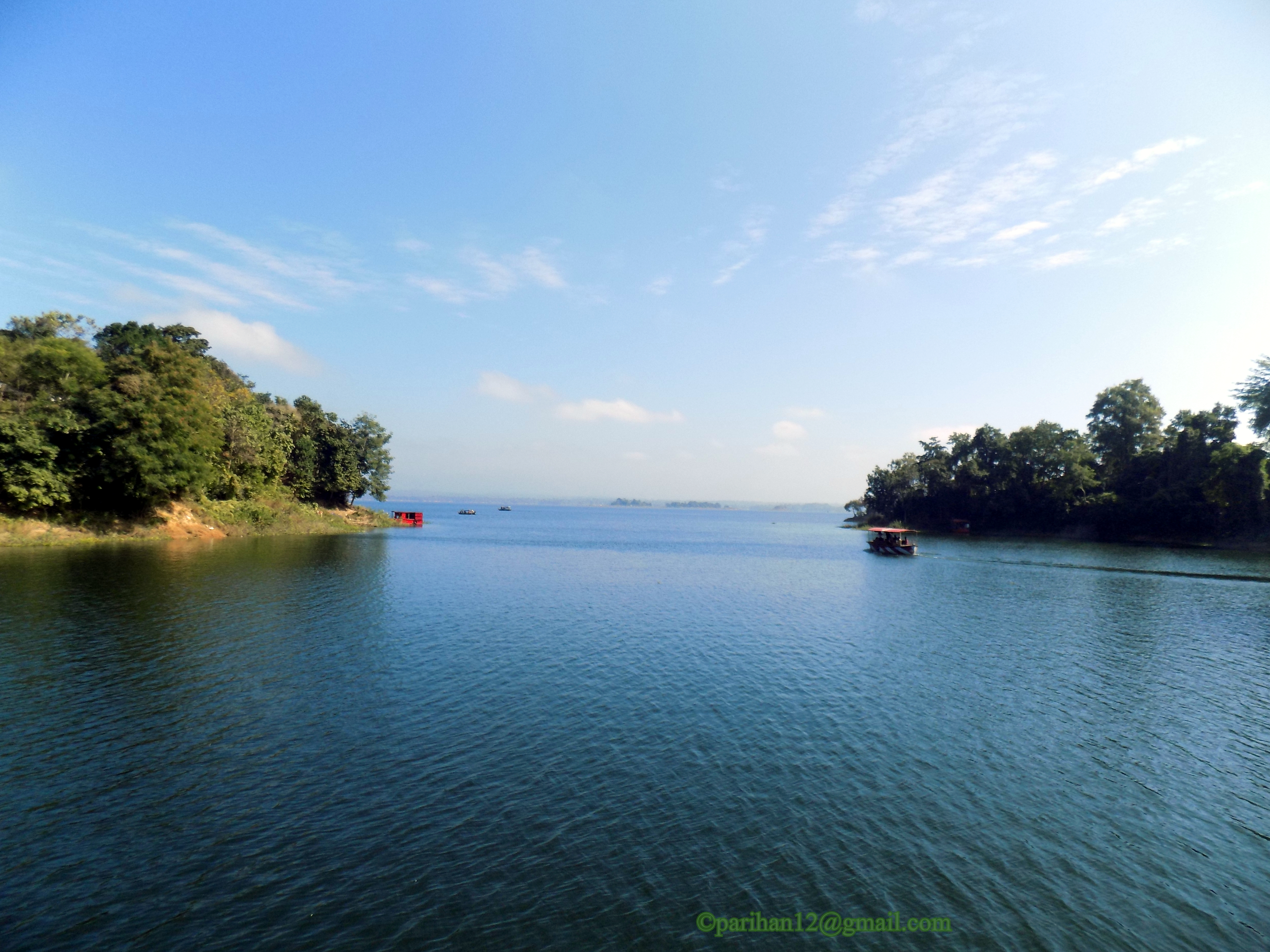